# Kloster Bonport
Das Kloster Bonport (Notre-Dame de Bonport) ist eine ehemalige Zisterziensermönchsabtei in der Gemeinde Pont-de-l’Arche im Département Eure, Region Normandie, in Frankreich. Es lag rund zehn Kilometer östlich von Elbeuf am südlichen (linken) Ufer der Seine.

## Geschichte
Das im Jahr 1189 von Richard Löwenherz, dem König von England und Herzog der Normandie, auf Grund eines Gelübdes gestiftete Kloster wurde von einem Gründungskonvent aus Kloster Le Val besiedelt und gehörte damit der Filiation von Kloster Cîteaux an. Dank reicher Donationen durch den König von England und reicher Herren aus der Umgebung konnten die Klostergebäude schon Anfang des 13. Jahrhunderts fertiggestellt werden. Das Kloster hatte jedoch im Hundertjährigen Krieg erheblich zu leiden. Weitere Donationen der Könige Karl VI. und Ludwig XI. und der Herren von Rouville ermöglichten die Erneuerung, insbesondere des Kreuzgangs, im 14. Jahrhundert. Das Kloster besaß Grangien bei Ardouval in der Nähe von Dieppe, in Authieux und Criquebeuf sowie in Tostes, Léry, Le Vaudreuil und Poses. Später fiel das Kloster in Kommende; einer der Kommendataräbte war König Johann Kasimir von Polen. Weitere Kommendataräbte waren der Dichter Philippe Desportes und Kardinal Melchior von Polignac. Im 18. Jahrhundert wurde die Große Treppe errichtet und das Dormitorium wurde umgebaut. In der Französischen Revolution wurde das Kloster aufgelöst und anschließend wurden Abteikirche und Kreuzgang abgebrochen. Die lange Zeit nicht zugängliche Abtei wird heute kulturell genutzt.

## Bauten und Anlage
Die Kirche besaß Haupt- und Seitenschiffe zu je sechs Jochen, ein Querhaus mit drei großen quadratischen Jochen und je einer Nebenkapelle im Osten und einen Chor mit einer Apsis und Chorumgang und sieben quadratischen Umgangskapellen. Von den Konventsgebäuden sind der Ostflügel mit dem im 17. Jahrhundert veränderten, kreuzgratgewölbte Kapitelsaal mit zwei zentralen Säulen, das Parlatorium, der Mönchssaal und ein weiterer kreuzgratgewölbter Saal mit einer Mittelsäule erhalten, in einem weiteren Gebäude das 30 m lange und 10 m breite Refektorium aus dem frühen 13. Jahrhundert, das sich mit einer großen Tür aus dem 18. Jahrhundert zum ehemaligen Kreuzgang öffnet. Über den Fenstern des Refektoriums liegen Okuli. Im vorletzten Joch des Refektoriums befindet sich der Lektorenstuhl. Auch die Küche aus dem Anfang des 13. Jahrhunderts ist erhalten. Weiter vorhanden sind noch eine Grangie aus dem 14. Jahrhundert, das Taubenhaus, die Umfassungsmauer und einer ihrer Türme. Ein großer Teil des Chorgestühls aus dem 17. Jahrhundert ist in die Kirche von Pont-de-l’Arche gelangt, die übrigen Teile in die Kirche von Criquebeuf. Die Kirche Notre-Dame in Louviers bewahrt den Orgelprospekt aus dem 17. Jahrhundert. In den Dörfern der Umgebung sind Säulen aus der Abteikirche erhalten.